# Lee Jae-ik
Lee Jae-ik (en coreano: 이재익; Uijeongbu, Gyeonggi, 21 de mayo de 1999) es un futbolista surcoreano que juega de defensa en el Jeonbuk Hyundai Motors F. C. de la K League 1.

## Trayectoria
Jae-ik comenzó su carrera deportiva en el Gangwon F. C. de la K League 1.
En 2019 fichó por el Al-Rayyan S. C. de la Liga de fútbol de Catar. En 2020 fue cedido al Royal Antwerp.

## Selección nacional
Jae-ik ha sido internacional con la sub-20 y la sub-23 de Coreaa del Sur.
Con la selección sub-20 logró el subcampeonato en la Copa Mundial de Fútbol Sub-20 de 2019.

## Clubes
| Club                         | País          | Año       |
| ---------------------------- | ------------- | --------- |
| Gangwon F. C.                | Corea del Sur | 2018-2019 |
| Al-Rayyan S. C.              | Catar         | 2019-2021 |
| Royal Antwerp F. C. (cedido) | Bélgica       | 2020-2021 |
| Seoul E-Land F. C.           | Corea del Sur | 2021-2023 |
| Jeonbuk Hyundai Motors F. C. | Corea del Sur | 2024-     |